# Diplura macrura
Diplura macrura är en spindelart som först beskrevs av Carl Ludwig Koch 1841.  Diplura macrura ingår i släktet Diplura och familjen Dipluridae.
Artens utbredningsområde är Kuba. Inga underarter finns listade i Catalogue of Life.